# Лонгин Жар
Митрополит Лонгин (рођ. Михаил Васиљевич Жар, 19. августа 1965. године, Петрашивка, Черновецка област) - епископ Украјинске православне цркве (Московске Патријаршије), митрополит банченски, викар Черновецко-буковинске епархије игуман Вазнесенског Банченског манастира.

## Биографија
Рођен 19. августа 1965. године у селу Петрашивка, Герцајевски округ, Чернивацки регион. Као дете је остао сироче.
Од 1971. до 1978. студирао је у средњој школи у селу Петрашевка.
1984. оженио се Лилијом (у монаштву Соломије). 1987. године рођен је син Владимир; 1989. године - син Михаил; 1990. године - ћерка Марија.
Епископ черњевачки и буковински Антоније (Москаленко) га је 18. јануара 1990. године хиротонисао у чин ђакона у храму Светог Николе у граду Черновцима. Исти епископ га је 19. јануара хиротонисао за свештеника и поставио за настојатеља цркве Свете Параскевске у селу Подвалное, Глибочког (сада Херцајевског) деканата, храма Рођења Пресвете Богородице у селу Бојани, Новоселицки деканат (данас манастир) и Црква Свете Параскеве села Банчени Глибоцки (данас Херцијевски) деканат Черновачке епархије Украјинске православне цркве.
Од 1991. до 1995. студирао је у сектору дописног образовања Ново-Ниаметс (данас Кишињев) богословије (Молдавија).
Усвојивши шестомесечну девојчицу оболелу од сиде, отворио је сиротиште 1992. године.
30. априла 1996. године, по благослову архиепископа черњевачког и буковинског Онуфрија (Березовског), пострижен је у монаха са именом Лонгин (у част светог мученика Лонгина Стотника, помен 16/29. октобра). Пострижење је извршио секретар Черновецске епархијске управе архимандрит Мелетиј (Егоренко).
Од 1996. године, по благослову Светог Синода, УПЦ гради манастир Вазнесење Господње у селу Банчени, који је освештао Митрополит кијевски и целе Украјине Владимир (Сабодан) 1998. године.
Од 1999. године, по благослову Светог Синода, УПЦ гради метох у част Бојанске иконе Богородице у селу Бојани.
Паралелно са изградњом манастира, бавио се подизањем прихватилишта за сирочад. Склониште се налазило у манастиру Светог Вазнесења Банченског, а касније је пребачено у село Молница, Герцајевски округ, Черновци, где је изграђен комплекс зграда новог склоништа, које је 29. септембра 2002. године освештао митрополит Владимир. Кијева и целе Украјине.
Године 2002. уписао је Чернивацки православни богословски институт, који је дипломирао 2007. године.
Одлуком Светог Синода УПЦ од 16. јула 2008. године, потврђен је за игумана Банченског Свето-Вазнесенског манастира у селу Банчењи, Герцајевског округа, Черновичке области, са узвођењем у чин архимандрита.
Од 31. јула 2006. до септембра 2011. године учествовао је у изградњи Саборног храма Свете Тројице у Свето-Вазнесенском Банченском манастиру, који је освештао Патријарх московски и све Русије Кирил 2. октобра 2011. године.
У децембру 2008. године добио је титулу Хероја Украјине за усвајање више од 400 сирочади са сметњама у развоју.
У јануару 2009. године био је учесник Помесног Сабора Руске Православне Цркве из реда монаштва Черновичке епархије.
Учествовао је 8. јула 2011. године у раду Сабора Украјинске Православне Цркве (из Черњевачке епархије).
8. маја 2012. године, одлуком Светог Синода УПЦ, изабран је за Епископа Банченског, викара Черњевачке епархије. 21. маја 2012. године у храму у част Свих Светих Кијевског Пантелејмонског манастира у Феофанији именован је за Епископа Банченског, викара Черњевачке епархије. 22. маја 2012. године, у саборној цркви кијевског Пантелејмоновог манастира у Феофанији, хиротонисан је за епископа банченског, викара Черњевачке епархије. Освећење су извршили митрополит кијевски и целе Украјине Владимир (Сабодан), митрополит черњевачки и буковински Онуфрије (Березовски), митрополит вишгородски и чернобилски Павле (Лебед), митрополит тернопољски и кременецки Сергије (Генсицки), митрополит овручки и Коростен Висарион (Стретовицх), Митрополит Почајевски Владимир (Мороз), Архиепископ Хустско-Виноградовски Марко (Петривци), Архиепископ белоцерковски и Богуслав Митрофан (Јурчук), Архиепископ Бориспољски Антоније (Паканич), Архиепископ Каменечко-подољски и Городочки Теодор (Гајун), архиепископ Лвовски и Галицијски Августин (Маркевич), Архиепископ харковски и Богодуховски Онуфрије (Легки), Архиепископ Јаготински Серафим (Демјанов), Архиепископ Перејаславско-Хмељницки и Вишњевски Александар (Драбинко), Архиепископ Негородски Александар (Драбинко). ), Епископи северодоњецки и старобељски Агапит (Бевцик), хотински Мелетиј (Јегоренко), нежински и прилучки Иринеј (семко), макаровски Иларије (шишковски), ивано-франковски и коломејски Пантелејмон (луговој), фељ. (Снигирјов), Обуховски Јона (Черепанов).
Септембра 2014. године у беседи упућеној становништву Буковине рекао је: „Питам вас са само једним: да се уједине и не дају децу на смрт. Наша православна вера нам не дозвољава да се убијамо. Ради политичких интереса, ради оних који штите свој посао, који штите своје руководеће позиције, хоће да убију наш народ који живи у миру са вером у Бога.”
17. августа 2017. године, током литургије у Успенском саборном храму Кијево-печерске лавре, митрополит кијевски и све Украјине Онуфрије је уздигнут у чин архијереја.
Дана 17. августа 2020. године, током литургије у Кијево-печерској лаври, митрополит кијевски и све Украјине Онуфрије је уздигнут у чин митрополита.
У својој беседи од 5. јула 2022. године осудио је поступке Патријарха Кирила током руске инвазије на Украјину.
Он је 22. маја 2023. године оптужен је од стране Украјинских власти за изазивање међурелигијске мржње. Како је саопштила Служба безбедности Украјине, основ за покретање кривичног поступка биле су Лонгинове изјаве против Православне цркве Украјине, коју је током литургија наводно назвао „сатанском“ и „Антихристовом црквом“.